# Alex Bodry
Alex Bodry (* 3. října 1958, Diddeleneg) je lucemburský politik.
Po absolvování střední školy v Esch-Uelzechtu studoval v Paříži právo, stal se advokátem. Mezi lety 1982 a 1989 byl členem zastupitelstva Diddelengu a ministr. Do 30. března 2014 byl předsedou LSAP, lucemburské socialistické dělnické strany.